# Kaczory (Ostrów Wielkopolski, Gran Polonia)
Kaczory es un pueblo en el municipio de la Odolanów, comprendido en el distrito de Ostrów Wielkopolski, voivodato de Gran Polonia, en el centro oeste de Polonia. Se encuentra aproximadamente a 3 kilómetros al norte de Odolanów, a 7 kilómetros al sur de Ostrów Wielkopolski, y a 104 kilómetros al sureste de la capital regional Poznań.